# Hans Primas

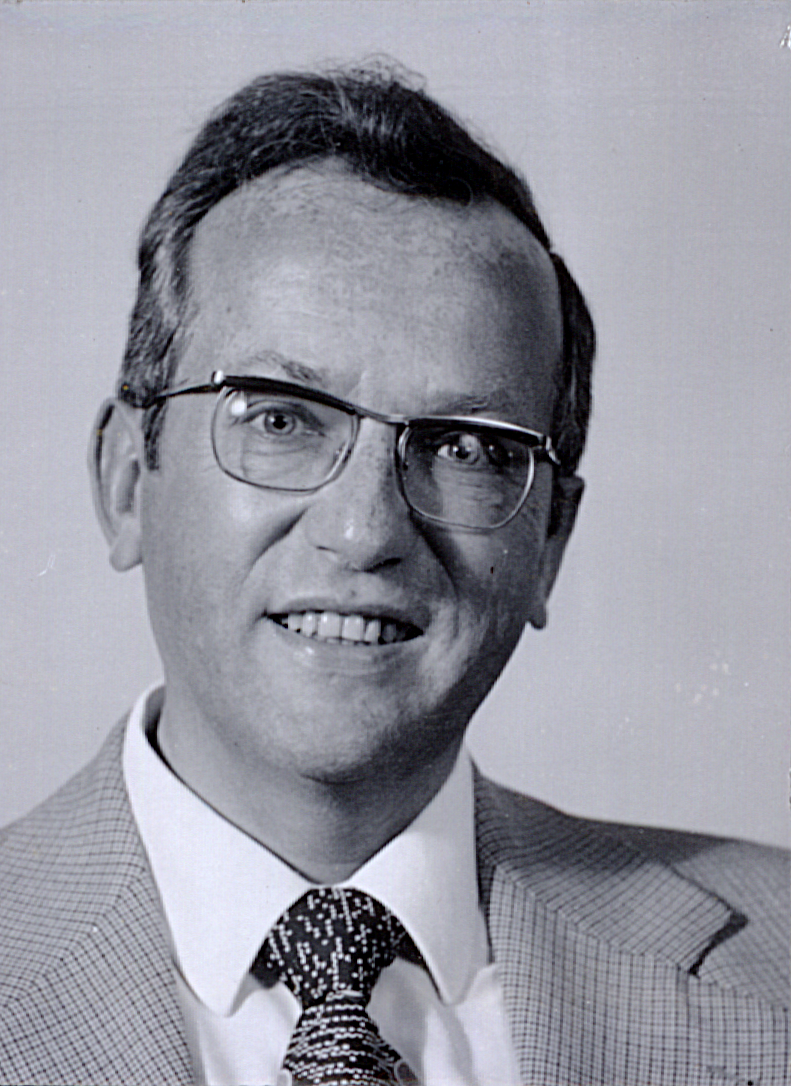
Hans Primas (ca. 1970)

Hans Primas (* 18. Juni 1928 in Zürich; † 6. Oktober 2014) war ein Schweizer Chemiker.
Primas studierte von 1948 bis 1951 Chemie am Technikum Winterthur. Nach der Habilitation 1960 wurde er 1961 ausserordentlicher Professor und 1966 ordentlicher Professor ad personam für physikalische und theoretische Chemie an der ETH Zürich. 1967/68 und von 1976 bis 1978 war er  Vorstand der Abteilung für Chemie an der ETH Zürich.

## Werke
- H. Primas: Chemistry, Quantum Mechanics and Reductionism. Berlin: Springer, 1981, 2. Auflage 1983.
- H. Primas, U. Müller-Herold: Elementare Quantenchemie. Stuttgart: Teubner, 1984, 2. Auflage 1990.
- H. Atmanspacher, H. Primas und E. Wertenschlag-Birkhäuser (Hrsg.): Der Pauli-Jung-Dialog und seine Bedeutung für die moderne Wissenschaft. Berlin: Springer, 1995, ISBN 3-540-58518-4.
- Harald Atmanspacher, Hans Primas (Hrsg.): Recasting Reality : Wolfgang Pauli's Philosophical Ideas and Contemporary Science. Berlin: Springer, 2009, ISBN 3-540-85197-6.